# 富村牛山登山者遇難事故
富村牛山登山者遇難事故是指2009年7月16日日本多名中老年登山者在北海道大雪山系的富村牛山登山時遭遇惡劣天氣導致低體溫癥而遇難的事故。
當天大雪山系出現了低溫、強風、暴雨的惡劣天氣，加上無足夠的山間小屋供登山者避難，使許多中老年人因為體力不支而遇難。其中，一支19人的登山旅行團在富村牛山無法下山，導致8人遇難。警方在富村牛山還搜索到一名單獨登山男性的屍體。此外，在大雪山系的另一座山——美瑛岳也有一名女性登山者遇難。這次事故造成總共10名登山者遇難，是日本夏季登山史上由於惡劣天氣導致的最嚴重事故。
富村牛山的19人旅行團是由位於東京都千代田區的「Amuse Travel」旅行社組織的。警方懷疑事故與旅行社的經營存在如防寒對策過失等的安全管理漏洞有關，目前正對旅行社和其在札幌市的营业所進行調查。